# Smilčić
Smilčić je selo u Zadarskoj županiji. 

## Upravna organizacija
Upravnom organizacijom dijelom je Grada Benkovca.

## Stanovništvo
| broj stanovnika | 296   | 291   | 317   | 340   | 364   | 428   | 619   | 561   | 667   | 683   | 758   | 679   | 628   | 641   | 250   | 248   | 235   |
|                 | 1857. | 1869. | 1880. | 1890. | 1900. | 1910. | 1921. | 1931. | 1948. | 1953. | 1961. | 1971. | 1981. | 1991. | 2001. | 2011. | 2021. |

## Povijest
Smilčićki kraj je bio naseljen još u pretpovijesti i po njemu je nazvana najranija faza neolitika na istočnoj jadranskoj obali - Smilčićka kultura. Na ovom je prostoru postojala i danilska kultura, a njeni pripadnici u smilčićkom kraju su se razlikovali od drugih pripadnika te kulture po tome što su stanovali u nadzemnim kružnim kućicama.
Mjesto je stradalo u velikosrpskoj agresiji na Hrvatsku. Tada su srpski odmetnici uz pomoć JNA počinili masovni ratni zločin u ovom selu.

## Promet
Južno od Smilčića prolazi državna cesta D502.

## Znamenitosti
- Župna crkva Gospe od zdravljacrkva Gospe od Zdravlja

## Poznate osobe
- Ivan Prenđa, zadarski nadbiskup, 1960-ih je bio župnikom u Smilčiću

## Šport
- NK Borac
- MNK Young Boys
- BK Smilčić